# Esquema PC Farias
O chamado esquema PC Farias foi a principal causa do impeachment do presidente Fernando Collor de Mello e refere-se a denúncias que ligaram diretamente a figura do presidente a irregularidades praticadas por PC na captação de dinheiro para a campanha presidencial.
O dito "esquema" recebeu este nome porque tinha como figura central no caso o empresário Paulo César Farias. Durante a campanha política para as eleições de 1989, PC Farias foi tesoureiro da chapa que unia Fernando Collor de Mello e Itamar Franco para disputa da Presidência da República. Após a vitória nas urnas, Farias continuou muito próximo ao governo do recém empossado presidente Fernando Collor, com influência em várias áreas do governo. Segundo a imprensa noticiou na época, várias decisões do governo Collor foram influenciadas por PC Farias, que seria o líder de uma espécie de poder paralelo, cuja influência se estenderia desde o Palácio do Planalto ao Banco Central, passando por quase todos os ministérios. No entanto, segundo Renan Calheiros, mais do que ser um governo paralelo, PC sobrepunha seu esquema ao próprio governo oficial. PC foi acusado de formação de quadrilha e extorsão, além de cumplicidade em concussão, que é o uso de cargo ou função para obter vantagens. As acusações contra PC acabariam por envolver o próprio presidente da República.Collor foi acusado de ter recebido dinheiro de PC Farias para favorecer empresas.

## História
O presidente Fernando Collor de Mello foi o mais jovem presidente do Brasil, tendo sido eleito em 1989 com mais de 35 milhões de votos. Foi também o primeiro governante escolhido de forma direta pelo povo brasileiro, depois da Ditadura Militar (1964-1985). Durante a campanha eleitoral, o ainda candidato Collor de Mello prometeu cassar os políticos corruptos no país. No entanto, o próprio governo Collor foi marcado por acusações de corrupção.
Um grande movimento de opinião pública se formou contra o governo. Fernando Collor foi investigado pelo Senado Federal e afinal tornou-se o primeiro presidente eleito da América Latina a sofrer um processo de impeachment (terceiro presidente do Brasil a sofrer impeachment atrás de Carlos Luz e Café Filho). Renunciou à presidência da República em 29 de dezembro de 1992, horas antes de ser condenado pelo Senado por crime de responsabilidade. Em consequência da condenação, Collor perdeu seus direitos políticos por oito anos.
Com o poder que tinha em mãos, PC Farias teria supostamente manipulado contratos, indicando funcionários para criar documentos falsos e criar contas fantasmas para onde iria o dinheiro arrecadado.
O esquema acabou por ser denunciado por Pedro Collor de Mello, irmão do presidente, que teria sido levado a fazer a denúncia em razão do interesse de PC Farias em editar um jornal, a Tribuna de Alagoas. As investigações sobre o esquema PC Farias mostraram que os artifícios usados pelos envolvidos resultaram na arrecadação do equivalente a milhões de dólares. As denúncias que levaram à criação da Comissão Parlamentar de Inquérito (CPI) do PC Farias no Congresso Nacional foram publicadas pela revista Veja em edições do mês de maio de 1992. As duas principais reportagens - "Os Tentáculos de PC" (divulgação de documentos que comprovavam a existência de contas bancárias e patrimônio em nome de Paulo César Farias no exterior) e "Pedro Collor Conta Tudo" (uma longa entrevista do irmão do presidente) eram de autoria do jornalista Luís Costa Pinto.
O escândalo provocado na opinião pública pela divulgação do chamado esquema PC Farias acabou por abalar o governo. Foram feitas denúncias de que diversas despesas pessoais de Fernando Collor, incluindo contas da casa da família do presidente, eram pagas por funcionários de PC Farias. Diante das suspeitas, foi instaurada uma Comissão Parlamentar de Inquérito (CPI) para investigar o esquema de corrupção, que culminou com a abertura do processo de impeachment contra Collor, proposto pela Associação Brasileira de Imprensa (ABI) e pela Ordem dos Advogados do Brasil (OAB), e aprovado pela Câmara Federal em 29 de setembro de 1992. Afastado do cargo, Collor foi substituído interinamente pelo vice-presidente, Itamar Franco (PMDB), enquanto a CPI concluía seus trabalhos. No dia 29 de dezembro, Collor renunciou à Presidência da República, horas antes de ser condenado pelo Senado por crime de responsabilidade, perdendo seus direitos políticos por oito anos. Em 1995, Fernando Collor mudou-se para Miami, com sua mulher, Rosane Brandão Malta (de quem se divorciaria em 2005).
Em 1993, com depósitos feitos pelo mafioso Angelo Zanetti na conta do advogado Ricca, PC subornou policiais da Interpol no Brasil e no Uruguai, a fim de facilitar a fuga do Brasil num bimotor acompanhado pelo piloto Jorge Bandeira de Mello, seu sócio na empresa de táxi aéreo Brasil-Jet. Logo foi decretada a prisão preventiva de PC Farias por crime de sonegação fiscal. Em 1994, PC foi condenado pelo Supremo Tribunal Federal (STF) a sete anos de prisão por falsidade ideológica, obtendo posteriormente liberdade condicional.
Em 23 de junho de 1996, Paulo César Farias foi encontrado morto juntamente com sua namorada, Suzana Marcolino, em sua casa na praia de Guaxuma, em Maceió. A princípio, o laudo das investigações disse que a própria namorada tinha matado PC Farias e depois cometido suicídio, em um crime passional. Três anos depois, o ex-governador de Alagoas Geraldo Bulhões, durante a CPI do Narcotráfico, afirmou que Badan Palhares teria recebido R$ 400 mil de Augusto Farias, irmão de Paulo César Farias, para fraudar o laudo. O caso foi arquivado sem uma resolução concreta, mas para médicos e legistas envolvidos na investigação o casal foi assassinado.
Acusado de envolvimento no esquema PC Farias, que envolvia corrupção passiva e lavagem de dinheiro, Fernando Collor enfrentou uma ação penal que foi julgada pelo Supremo Tribunal Federal em dezembro de 1994. O ex-presidente era acusado por ter supostamente recebido dinheiro de PC Farias para favorecer empresas. No entanto, o STF considerou que não existiam provas suficientes desses delitos. Collor foi absolvido das acusações.